# Cystoderma simulatum
Cystoderma simulatum är en svampart som beskrevs av P.D. Orton 1960. Cystoderma simulatum ingår i släktet Cystoderma och familjen Agaricaceae.   Inga underarter finns listade i Catalogue of Life.